# Еміль фон Хертек
Еміль фон Хертек (нім. Emil von Chertek; *1835, Зальцбург, Австрійська імперія — †7 жовтня 1922, Нижня Австрія, Австрія) — австро-угорський державний діяч, міністр фінансів Цислейтанії в 1879-1880.

## Життя і кар'єра
У 1858 вступив на державну службу. Працював в адміністративних органах Хорватії і Славонії. За поданням Сизініо фон Претіс-Каґнодо переведений на роботу в міністерство фінансів. 24 червня 1879 призначений шефом секції міністерства, займався питаннями регулювання майнового податку. Політично примикав до групи німецьких лібералів.
12 серпня 1879 призначений міністром фінансів. Обіймав посаду до 16 лютого 1880.
З вересня 1890 був керівником фінансів імператорського дому (Allerhöchsten Privat- und Familienfond). У 1910, у віці 77 років вийшов у відставку. Помер в 1922.